# Estorninho-da-nova-caledónia
Estorninho-da-nova-caledónia  (Aplonis striata) é uma espécie de passeriforme da família Sturnidae.
É endémica de Nova Caledónia.